# Chidi Nwanu
Chidi Nwanu (Port Harcourt, 1 januari 1967) is een voormalig Nigeriaans voetballer (verdediger) die onder andere bij de Belgische clubs KVC Westerlo, KSK Beveren, Sint-Truidense VV en RSC Anderlecht speelde.

## Clubcarrière
Nwanu vertrok op vroege leeftijd uit Nigeria richting Europa. Hij begon in de lagere divisies van België en klom op tot de eerste klasse. Bij Anderlecht won hij tweemaal de titel. Hij sloot zijn carrière af bij de Nederlandse club RKC Waalwijk.

## Interlandcarrière
Nwanu speelde in totaal 20 interlands voor de Nigeriaanse nationale ploeg. Hij zat in de selectie voor het WK 1994 en voor de Olympische Zomerspelen van 1988.